# Залиманский сельский совет
Залиманский сельский совет — входит в состав Балаклейского района Харьковской области Украины.
Административный центр сельского совета находится в селе Залиман.

## История
- 1921 — дата образования.

## Населённые пункты совета
- село Залиман
- село Мирная Долина
- село Норцовка